# Drehpendeluhr

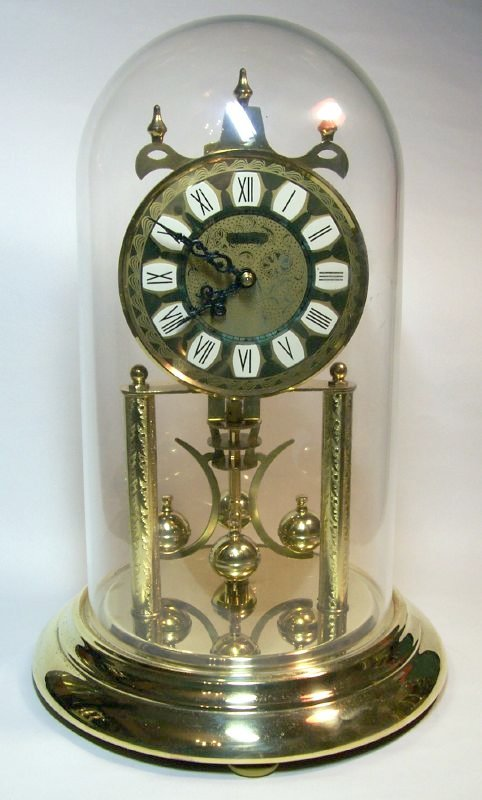
Drehpendeluhr von
S. Haller & Söhne

Eine Drehpendeluhr ist eine Räderuhr mit einem Torsionspendel. Das Pendel besteht aus einer Unruh und einem vertikalen Draht, der als Torsionsfeder wirkt und zugleich als Aufhängung der Unruh dient. Typische Vertreter dieses Uhrentyps sind die sogenannten Jahresuhren, die eine Laufzeit von über einem Jahr mit einem Aufzug erreichen.

## Geschichte
Drehpendeluhren kamen zu Anfang des 20. Jahrhunderts in größerer Stückzahl auf und waren vor allem in den Vereinigten Staaten, in England und in Deutschland verbreitet. Als ihr Erfinder gilt Johann Anton Harder (1811–1888), der zusammen mit dem Uhrmacher Lorenz Jehlin am 16. September 1877 ein Patent für ein Torsionspendel erhielt. Nach Fehlversuchen der Uhrenfirmen A. Willmann & Co. und Gustav Eduard Becker, beide in Freiburg in Schlesien ansässig, erhielt Ende des Jahres 1881 August Schatz den Auftrag, Jahresuhren anzufertigen, woraus sich später die Jahresuhrenfabrik in Triberg im Schwarzwald entwickelte. Nach Ablauf der Patentrechte nahmen einige führende deutsche Uhrenhersteller diesen Uhrentyp ins Programm auf.

## Mechanik
Bei den Uhrwerken handelt es sich um runde oder eckige Pfeilerwerke mit Graham- oder Stiftenhemmung. Frühe Exemplare hatten zum Teil auch einen Spindelgang. Der Antrieb erfolgt über eine Zugfeder im Federhaus. Die Pendelmasse bestand zunächst aus einer massiven Messingscheibe, später wurden zur Kompensation auch Bimetallreife mit verschiebbaren Gewichten und Quecksilberkompensationpendel eingesetzt. Jüngere Exemplare haben vier Stahlkugeln als Pendelgewichte.
Die Unruh ist an einem feinen Draht (in der Regel ein Flachdraht) aufgehängt. Die Drehachse der Unruh ist vertikal, und der Draht wirkt als Torsionsfeder. Er trägt auch das Gewicht der Unruh, die keine mechanischen Lager hat und sich dadurch frei von Lagerreibung drehen kann. Die Schwingungen des Torsionspendels sind isochron. Eine komplette Schwingung dauert ca. 15 bis 30 Sekunden. Aufgrund dieser langsamen Drehung geht nur wenig Energie durch den Luftwiderstand verloren, und so können auch mit einem kleinen Energiespeicher Laufzeiten von mehr als einem Jahr erzielt werden. Nachteile der Bauweise ist ihre Sensibilität gegenüber Erschütterungen und die allgemein nur mäßige Ganggenauigkeit. Dies kann sich in Verbindung mit der langen Gangdauer zu größeren Gangabweichungen summieren.

## Nachbauten
Moderne Nachbauten haben häufig ein Quarzwerk (seltener auch ein mechanisches Werk mit Unruh), wobei sich das Drehpendel unabhängig (batteriebetrieben) vom eigentlichen Uhrwerk bewegt und somit keinen Einfluss auf den Gang der Uhr hat.

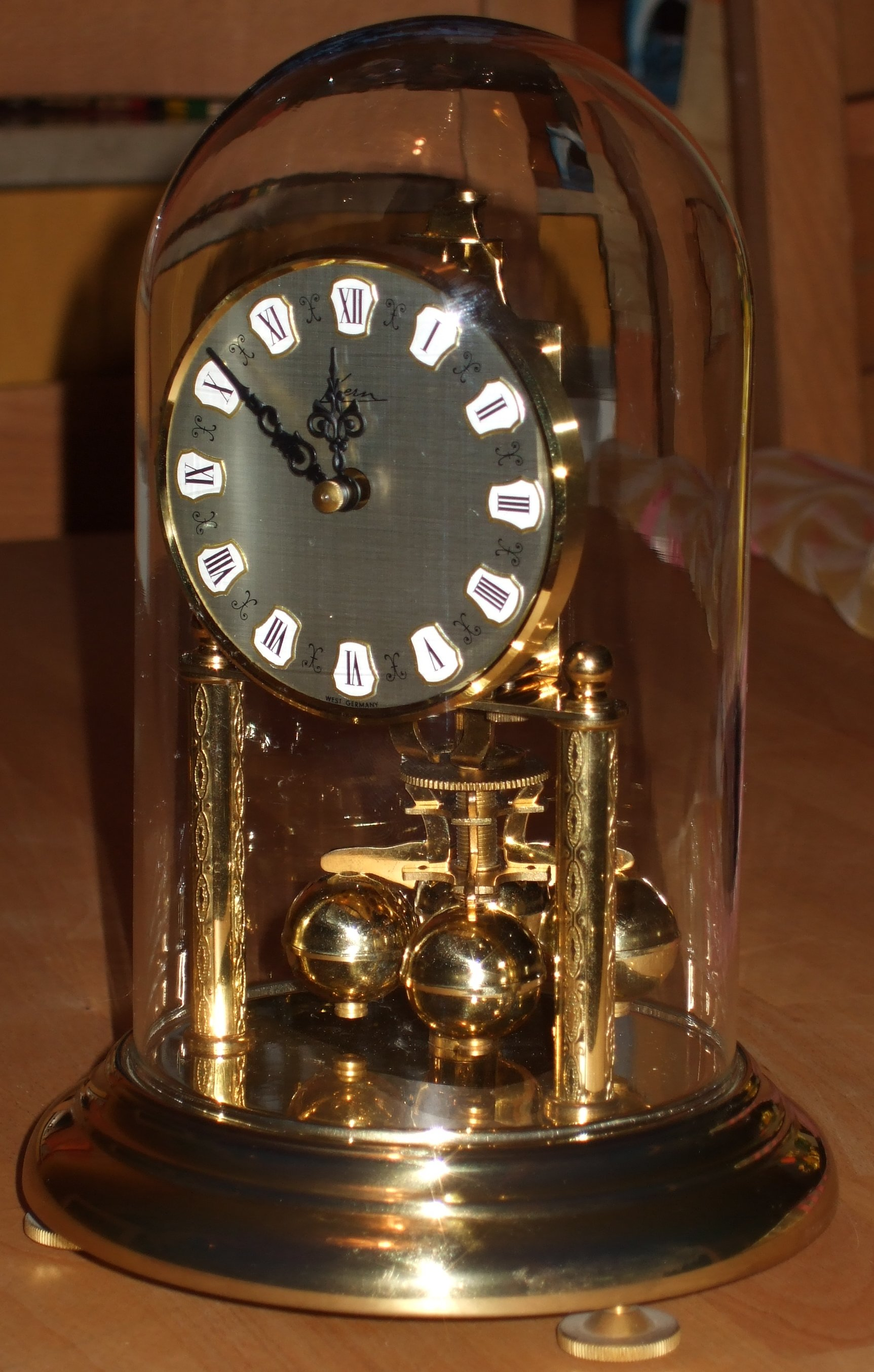
Mechanische Drehpendeluhr
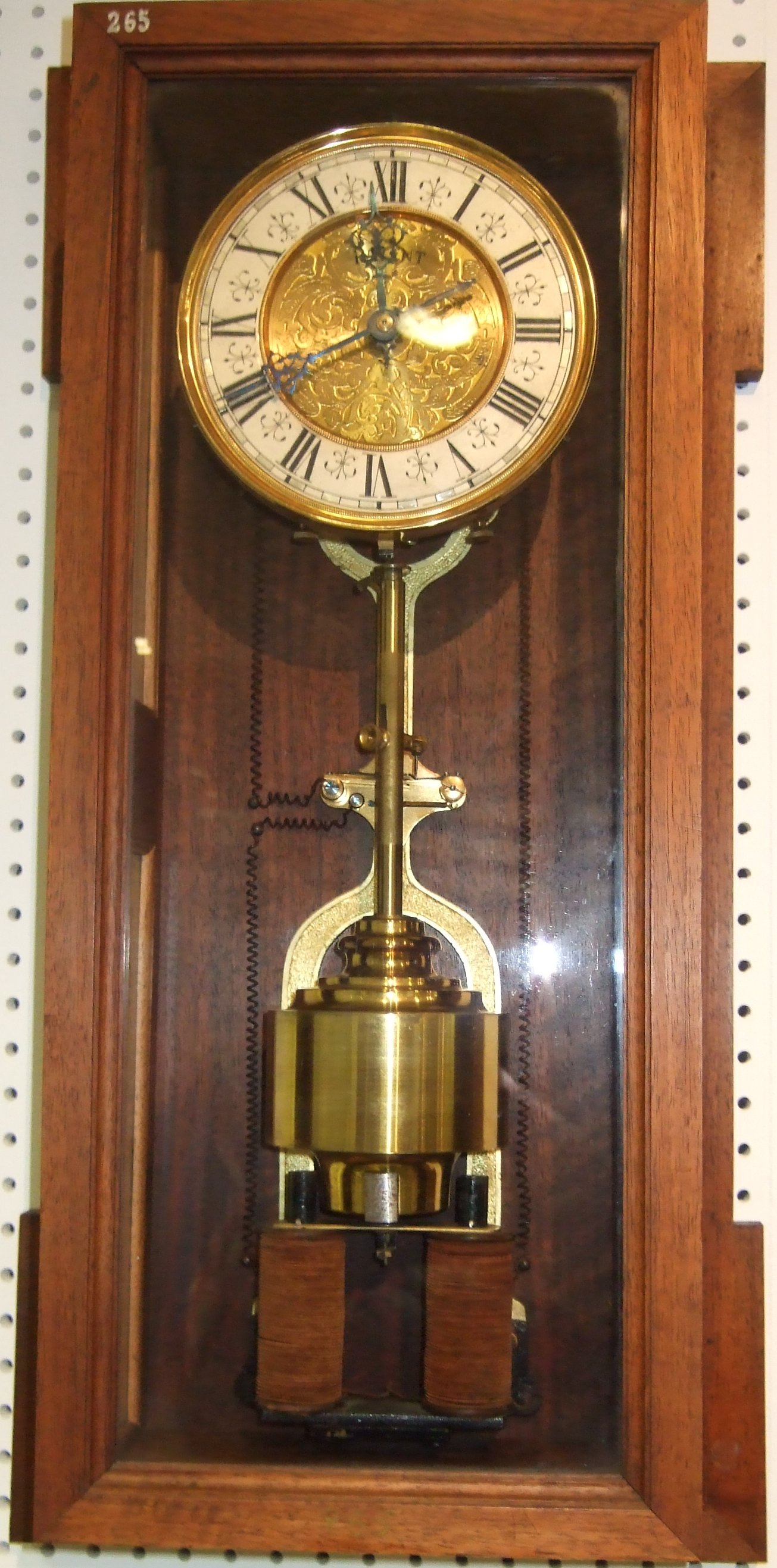
Elektrische Drehpendeluhr
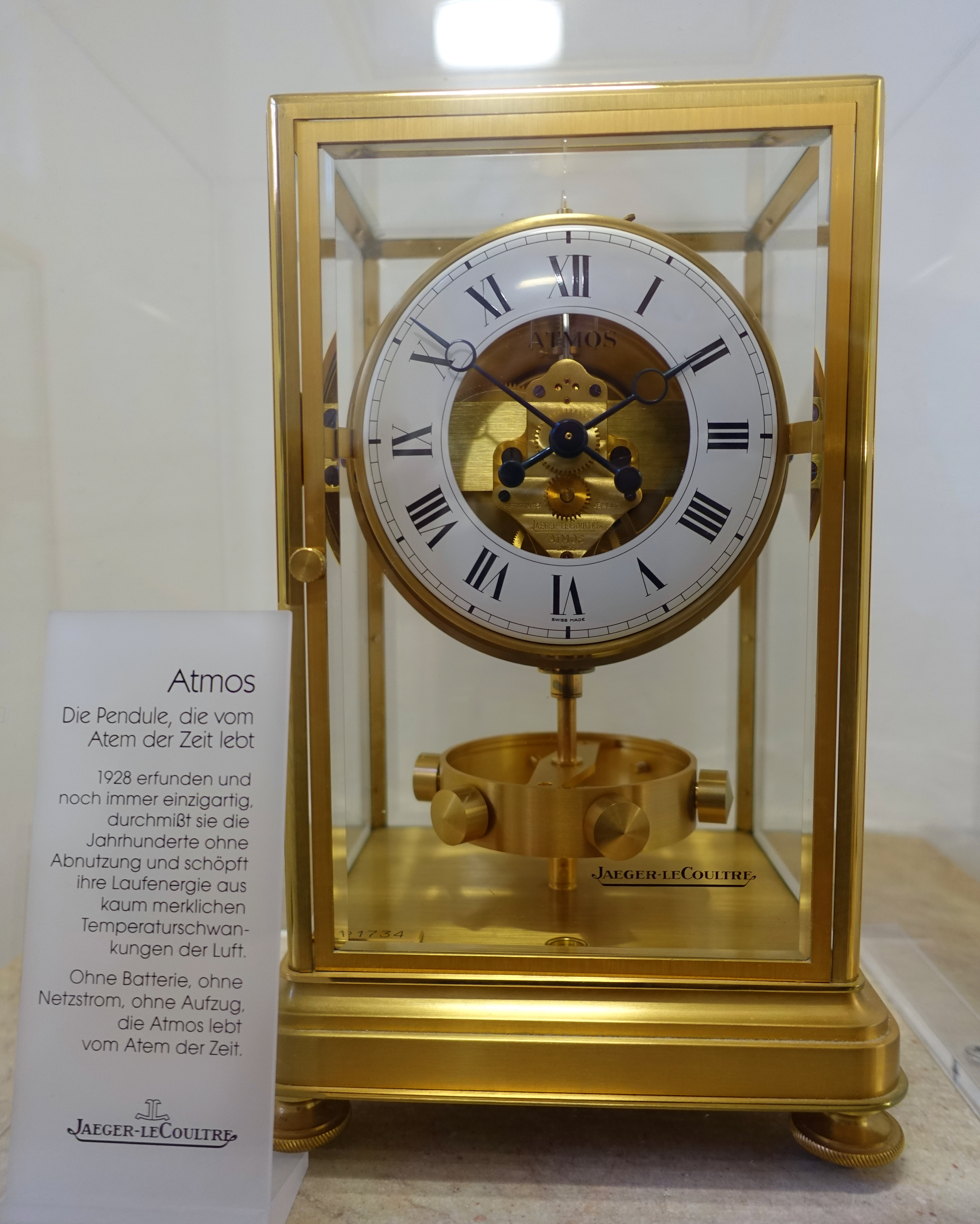
Drehpendeluhr ohne Aufzug oder Batterie